# Чемпионат России по конькобежному спорту 1913
Чемпионат России по конькобежному спорту в классическом многоборье 1913 года — 25-й чемпионат России, который прошёл 2 февраля 1913 года в Москве на катке «Девичье поле».
Чемпионом России среди мужчин стал москвич Никита Найдёнов, призёрами — Платон Ипполитов и Сергей Курбатов (оба — Москва).
Чемпионатом России по конькобежному спорту среди женщин были названы соревнования, организованные Московской лигой. Женщины соревновались на дистанции 500 метров. Победу одержала москвичка Елена Кремнечевская. Она пробежала спринтерскую дистанцию за 1.05,0, установив рекорд мира.
С 1908 года первенство разыгрывается на трех дистанциях 500, 1500 и 5000 метров. Для получения звания чемпиона России необходимо было победить на двух дистанциях. Последующие места распределялись по сумме очков на дистанциях. Все дистанции разыгрывались в один день.

## Рекорды мира
| дата           | дистанция  | рекорд | спортсмен           | страна |
| -------------- | ---------- | ------ | ------------------- | ------ |
| 2 февраля 1913 | 500 метров | 1.05,0 | Елена Кремнечевская | Россия |

## Результаты чемпионата

### Мужчины
| место     | спортсмен        | город  | очки | 500 м    | 1500 м     | 5000 м     |
| --------- | ---------------- | ------ | ---- | -------- | ---------- | ---------- |
| 1         | Никита Найдёнов  | Москва | 3    | 48,2 (1) | 2.31,2 (1) | 8.56,8 (1) |
| 2         | Платон Ипполитов | Москва | 8    | 49,6 (3) | 2.33,0 (2) | 9.05,0 (3) |
| 3         | Сергей Курбатов  | Москва | 11   | 51,6 (5) | 2.37,8 (4) | 9.01,2 (2) |
| без места | И. Юдаев         | -      | -    | 48,4 (2) | 2.33,2 (3) | -          |
| без места | И. Игнатов       | -      | -    | 49,8 (4) | -          | -          |

### Женщины
| место | спортсменка         | город  | 500 м     |
| ----- | ------------------- | ------ | --------- |
| 1     | Елена Кремнечевская | Москва | 1.05,0 РМ |